# F. J. Mills
Frederick John „F. J.“ Mills (* 29. April 1865 in Topsham, Orange County, Vermont; † 28. September 1953 in Pasadena, Kalifornien) war ein US-amerikanischer Politiker. Zwischen 1895 und 1897 war er Vizegouverneur des Bundesstaates Idaho.

## Werdegang
Im Jahr 1886 absolvierte Frederick Mills die University of Vermont. Später arbeitete er im Baugewerbe als Architekt bzw. Bauunternehmer. Er zog nach Pocatello in Idaho, wo er als Mitglied der Republikanischen Partei auch eine politische Laufbahn einschlug.
1894 wurde Mills an der Seite von William J. McConnell zum Vizegouverneur von Idaho gewählt. Dieses Amt bekleidete er zwischen dem 4. Januar 1895 und dem 7. Januar 1897. Dabei war er Stellvertreter des Gouverneurs und Vorsitzender des Staatssenats. Gleichzeitig bekleidete er das Amt des Bauministers (State Engineer of Idaho). Später arbeitete er in Montana und Kalifornien ebenfalls auf dem Bausektor. Zwischen 1916 und 1934 war er für die Firma Southern Edison Company tätig. Danach ging er in den Ruhestand. Er starb am 28. September 1953 in Pasadena.